# Prémio George P. Merrill
O Prémio George P. Merrill (em inglês:  George P. Merrill Award), foi um prémio concedido pela National Academy of Sciences.
Este galardão, destinava-se a distinguir os investigadores que trabalharam ativamente no campo de meteoros, meteoritos e espaço.

## Laureados[1]
- 1970 - Klaus Keil
- 1972 - Roman A. Schmitt
- 1980 - Robert N. Clayton
- 1984 - Zdenek Ceplecha
- 1987 - Günter W. Lugmair